# Anastasija Gasanova
Anastasija Dmitrievna Gasanova (in russo Анастасия Дмитриевна Гасанова?; Saratov, 15 maggio 1999) è una tennista russa.
Il 10 gennaio 2022, ha raggiunto il suo best ranking alla 121ª posizione della classifica mondiale in singolare, mentre il 19 giugno 2023 ha raggiunto la 224ª posizione in doppio.

## Carriera
Anastasija Gasanova ha fatto il suo debutto in un main draw di un torneo WTA durante l'Abu Dhabi WTA Women's Tennis Open 2021, dove si è qualificata sconfiggendo Ena Shibahara nell'ultimo turno delle qualificazioni. Durante il suo percorso ha ottenuto la sua prima vittoria contro una giocatrice presente nella Top 10, battendo l'ex numero 1 del mondo Karolína Plíšková in due set.

## Statistiche ITF

### Singolare

#### Vittorie (13)
| Torneo $100.000 (0) |
| Torneo $80.000 (0)  |
| Torneo $75.000 (0)  |
| Torneo $60.000 (0)  |
| Torneo $50.000 (0)  |
| Torneo $40.000 (0)  |
| Torneo $25.000 (4)  |
| Torneo $15.000 (4)  |
| Torneo $10.000 (5)  |

| N.  | Data             | Torneo                                                 | Superficie  | Avversaria in finale       | Punteggio     |
| 1.  | 17 agosto 2014   | Telavi Open, Telavi                                    | Terra rossa | Daniela Ciobanu            | 6–3, 6–3      |
| 2.  | 12 luglio 2015   | Telavi Open, Telavi                                    | Terra rossa | Amina Anšba                | 6–3, 6–4      |
| 3.  | 19 luglio 2015   | Telavi Open, Telavi                                    | Terra rossa | Ani Amiraghyan             | 1–6, 6–4, 6–3 |
| 4.  | 6 marzo 2016     | Nanjing Ladies Open, Nanchino                          | Cemento     | Hsu Ching-wen              | 6–1, 6–1      |
| 5.  | 7 maggio 2016    | O1 Properties Ladies Cup, Chimki                       | Cemento (i) | Jana Sizikova              | 3–6, 6–2, 6–3 |
| 6.  | 19 agosto 2018   | ITF Women's Circuit Guiyang, Guiyang                   | Cemento     | Jovana Jakšić              | 6–3, 6–4      |
| 7.  | 30 giugno 2024   | Magic Hotel Tours by FTT, Monastir                     | Cemento     | Lamis Alhussein Abdel Aziz | 6-2, 6-4      |
| 8.  | 4 agosto 2024    | Kazzinc Open Women's International Tournament, Óskemen | Cemento     | Ayumi Koshiishi            | 6-2, 6-1      |
| 9.  | 13 ottobre 2024  | Sharm ElSheikh Women's Future, Sharm el-Sheikh         | Cemento     | Alexandra Iordache         | 6-4, 6-0      |
| 10. | 20 ottobre 2024  | Sharm ElSheikh Women's Future, Sharm el-Sheikh         | Cemento     | Arlinda Rushiti            | 6-4, 6-0      |
| 11. | 15 dicembre 2024 | Sharm ElSheikh Women's Future, Sharm el-Sheikh         | Cemento     | Joanna Garland             | 6-3, 7-6(1)   |
| 12. | 27 aprile 2025   | Sharm ElSheikh Women's Future, Sharm el-Sheikh         | Cemento     | Eva Guerrero Álvarez       | 6-3, 6-4      |
| 13. | 13 luglio 2025   | Magic Hotel Tours by FTT, Monastir                     | Cemento     | Sakura Hosogi              | 6-2, 3-6, 6-4 |

#### Sconfitte (10)
| Torneo $100.000 (0) |
| Torneo $80.000 (0)  |
| Torneo $75.000 (0)  |
| Torneo $60.000 (0)  |
| Torneo $50.000 (0)  |
| Torneo $40.000 (0)  |
| Torneo $25.000 (8)  |
| Torneo $15.000 (0)  |
| Torneo $10.000 (2)  |

| N.  | Data             | Torneo                                 | Superficie  | Avversaria in finale   | Punteggio        |
| 1.  | 3 luglio 2016    | Kazan Kremlin Cup, Kazan'              | Terra rossa | Amina Anšba            | 7–5, 1–6, 0–6    |
| 2.  | 11 dicembre 2016 | Solapur Women's Open, Solapur          | Cemento     | Diāna Marcinkēviča     | 3–6, 6(4)–7      |
| 3.  | 28 aprile 2018   | Karshi ITF Combined Event, Karshi      | Cemento     | Ol'ga Dorošina         | 2–6, 5–7         |
| 4.  | 27 gennaio 2019  | Tatarstan Winter Cup, Kazan'           | Cemento     | Varvara Flink          | 2-6, rit.        |
| 5.  | 2 giugno 2019    | Incheon Women's Challenger, Incheon    | Cemento     | Han Na-lae             | 3–6, 0–6         |
| 6.  | 27 ottobre 2019  | ITF Women's Circuit Nanning, Nanning   | Cemento     | Kathinka von Deichmann | 6–4, 6(3)–7, 5–7 |
| 7.  | 4 giugno 2023    | La Marsa Women's Tennis Tour, La Marsa | Cemento     | Rutuja Bhosale         | 6-0, 3-6, 4-6    |
| 8.  | 9 febbraio 2025  | Antalya Series, Adalia                 | Terra rossa | Alisa Oktiabreva       | 6-3, 3-6, 4-6    |
| 9.  | 25 maggio 2025   | Bol Bluesun Open, Bol                  | Terra rossa | Giorgia Pedone         | 6-1, 4-6, 6(7)-7 |
| 10. | 22 giugno 2025   | Klosters Open, Klosters                | Terra rossa | Katharina Hobgarski    | 2-6, 6(2)-7      |

### Doppio

#### Vittorie (7)
| Torneo $100.000 (0) |
| Torneo $80.000 (0)  |
| Torneo $75.000 (0)  |
| Torneo $60.000 (1)  |
| Torneo $50.000 (0)  |
| Torneo $40.000 (0)  |
| Torneo $25.000 (4)  |
| Torneo $15.000 (1)  |
| Torneo $10.000 (1)  |

| N. | Data             | Torneo                                 | Superficie  | Compagna                | Avversarie in finale                | Punteggio           |
| 1. | 5 dicembre 2016  | Solapur Women's Open, Solapur          | Cemento     | Svjatlana Piraženka     | Ola Abou Zekry Anastasija Pribjlova | 6–4, 7–5            |
| 2. | 8 giugno 2018    | Namangan Womens, Namangan              | Cemento     | Ekaterina Jašina        | Anna Morgina Džulija Terzijska      | 6–3, 6–1            |
| 3. | 4 settembre 2021 | TCCB Open, Collonge-Bellerive          | Terra rossa | Amina Anšba             | Amandine Hesse Tatjana Maria        | 6–1, 6(6)–7, [10–8] |
| 4. | 15 aprile 2023   | ForteVillage ITF Trophy, Pula          | Terra rossa | Mariana Dražić          | Jibek Kulambaeva Sapfo Sakellaridi  | 7-5, 6-4            |
| 5. | 3 giugno 2023    | La Marsa Women's Tennis Tour, La Marsa | Cemento     | Ekaterina Jašina        | Isabella Šinikova Wei Sijia         | 7-5, 6(1)-7, [11-9] |
| 6. | 29 giugno 2024   | Magic Hotel Tours by FTT, Monastir     | Cemento     | Vladislava Andreevskaya | Ella Simmons Janice Tjen            | 6-2, 6-4            |
| 7. | 27 luglio 2024   | President's Cup, Astana                | Cemento     | Ekaterina Šalimova      | Vitalija D'jačenko Janel Rüstemova  | 7-6(4), 2-6, [10-7] |

#### Sconfitte (14)
| Torneo $100.000 (0) |
| Torneo $80.000 (0)  |
| Torneo $75.000 (0)  |
| Torneo $60.000 (1)  |
| Torneo $50.000 (0)  |
| Torneo $40.000 (2)  |
| Torneo $25.000 (6)  |
| Torneo $15.000 (3)  |
| Torneo $10.000 (2)  |

| N.  | Data              | Torneo                                         | Superficie  | Compagna              | Avversarie in finale                  | Punteggio           |
| 1.  | 11 luglio 2015    | Telavi Open, Telavi                            | Terra rossa | Adelija Zabirova      | Ani Amiraghyan Chen Chaoyi            | 3–6, 0–6            |
| 2.  | 17 aprile 2016    | Tennis Organisation, Adalia                    | Cemento     | Ana Shanidze          | Emily Arbuthnott Harriet Dart         | 1–6, 0–6            |
| 3.  | 22 maggio 2016    | ITF Women's Circuit Goyang, Goyang             | Cemento     | Maddison Inglis       | Freya Christie Harriet Dart           | 3–6, 2–6            |
| 4.  | 15 aprile 2017    | Shymkent Open, Şımkent                         | Terra rossa | Anastasija Pribjlova  | Ilona Kramen' Jana Sizikova           | 4–6, 1–6            |
| 5.  | 27 aprile 2018    | Karshi ITF Combined Event, Karshi              | Cemento     | Ekaterina Jašina      | Nigina Abduraimova Anastasija Frolova | 6(7)–7, 1–6         |
| 6.  | 1º giugno 2018    | Andijan Womens, Andijan                        | Cemento     | Ekaterina Jašina      | Ilona Kramen' Iryna Šymanovič         | 4–6, 4–6            |
| 7.  | 31 agosto 2019    | Penza Cup, Penza                               | Cemento     | Hanna Poznichirenko   | Vlada Koval' Kamilla Rachimova        | 0–6, 3–6            |
| 8.  | 14 settembre 2019 | Meitar Open, Meitar                            | Cemento     | Valerija Strachova    | Sofija Lansere Kamilla Rachimova      | 6–4, 4–6, [3–10]    |
| 9.  | 31 ottobre 2020   | Jolie Ville Golf Women's, Sharm el-Sheikh      | Cemento     | Valerija Strachova    | Ksenija Laskutova Dar'ja Mišina       | 7–5, 6(6)–7, [4–10] |
| 10. | 31 agosto 2023    | CMG Tennis Cup, Trieste                        | Terra rossa | Mariana Dražić        | Nika Radišić Anita Wagner             | 1–6, 1–6            |
| 11. | 30 settembre 2023 | Kuršumlijska Banja Women's, Kuršumlijska Banja | Terra rossa | Ekaterina Makarova    | Astra Sharma Valerija Strachova       | 1-6, 4-6            |
| 12. | 5 ottobre 2024    | Sharm ElSheikh Women's Future, Sharm el-Sheikh | Cemento     | Dar'ja Egorova        | Zuzanna Pawlikowska Sandra Samir      | 3-6, 4-6            |
| 13. | 19 gennaio 2025   | La Marsa Women's Tennis Tour, La Marsa         | Cemento     | Anastasija Zolotarëva | Xiao Zhenghua Yuan Chengyiyi          | 6-2, 5-7, [8-10]    |
| 14. | 31 maggio 2025    | Bol Bluesun Open, Bol                          | Terra rossa | Mariana Dražić        | Ilinca Amariei Ana Candiotto          | 6(7)-7, 2-6         |

## Vittorie contro giocatrici Top 10
| Stagione | 2021 | Totale |
| Vittorie | 1    | 1      |

| #    | Giocatrice        | Ranking | Evento                    | Superficie | Turno | Punteggio | Classifica |
| ---- | ----------------- | ------- | ------------------------- | ---------- | ----- | --------- | ---------- |
| 2021 |                   |         |                           |            |       |           |            |
| 1.   | Karolína Plíšková | 6       | Abu Dhabi Open, Abu Dhabi | Cemento    | 2T    | 6-2, 6-4  | 290        |